# Verwandelte Götter
Verwandelte Götter (spanischer Titel: Entre Dioses y Hombres. Esculturas Clásicas del Albertinum de Dresde y el Museo del Prado, kompletter deutscher Titel: Verwandelte Götter – Antike Skulpturen des Museo del Prado zu Gast in Dresden) war der Titel einer in Madrid und Dresden 2008 und 2009 gezeigten Ausstellung, in der nach 300 Jahren wieder ehemals in einer Sammlung vereinte Skulpturen aus der griechischen und römischen Antike zusammengeführt wurden.
Die Ausstellung konnte aufgrund langjähriger wissenschaftlicher Zusammenarbeit des Museo Nacional del Prado in Madrid und der Staatlichen Kunstsammlungen Dresden realisiert werden. Gezeigt wurden 46 Stücke der Dresdner und 20 Stücke der Madrider Sammlung. Sie wurden etwa zur selben Zeit durch sächsische (1728 für August den Starken) und spanische (für Philipp V.) Ankäufer aus den römischen Sammlungen Chigi, Albani und der Sammlung der ehemaligen schwedischen Königin Christina für ihre Regenten und deren Sammlungen gekauft und bilden heute einen wichtigen Teil der Sammlungen in Dresden und des Prado. Die Dresdner Stücke wurden erstmals seit ihrem Ankauf außerhalb der Stadt gezeigt. Die Ausstellung in Madrid wurde in zehn neu gestalteten Sälen präsentiert und von Juan Carlos I. eröffnet. Sie war vom 4. November 2008 bis 12. April 2009 zu besichtigen. Die Ausstellung in Dresden wurde vom 20. Mai bis 27. September 2009 im Japanischen Palais gezeigt. Kurator der Ausstellung war Stephan F. Schröder, Konservator der Abteilung Antike und Renaissance-Plastik des Prado. 75 % der Kosten übernahm der spanische Staat.
Die 64 Stücke der Ausstellung reichten von der klassisch-griechischen Periode über die hellenistische und römische Zeit bis hin zur Spätantike. Gezeigt wurden unter anderem Stücke der vier wohl bedeutendsten antiken Bildhauer Phidias, Myron, Polyklet und Praxiteles. Das Konzept der Ausstellung sah vor, zum einen Stücke beider Sammlungen in einen Dialog treten zu lassen, andererseits aber auch abgegrenzte Themenbereiche zu schaffen. So werden zum einen Skulpturen der Spätantike gezeigt, die frühchristliche Zeugnisse waren, zum anderen Zeugnisse der noch eine Zeit daneben existierenden letzten Ausläufer der paganen antiken Religionen. Aus der Dresdner Sammlung wurden unter anderem die Athena Lemnia, die Dresdner Mänade, die Dresdner Herkulanerinnen, der Dresdner Knabe und ein Kopf des Apollo gezeigt, aus dem Prado der Madrider Dionisos und ein Ruhender Satyr. Zudem standen sich Porträts der Kaiser Maxentius (Dresden) und Konstantin des Großen (Madrid) gegenüber.